# El guachimán
El guachimán es una película peruana de comedia del año 2011, protagonizada por el actor y comediante peruano Guillermo Castañeda. Fue dirigida por Gastón Vizcarra, con apoyo de las productoras Star Films y La Soga Producciones. La trama de la película está inspirada en la historia de la novela "El guachimán y otras historias", publicada en 2008 por el escritor peruano Luis Nieto Degregori. La película fue un éxito en taquilla, llegando a recaudar un poco más del doble de su presupuesto, en las dos semanas y media (aproximadamente) que estuvo en las carteleras de los cines peruanos.

## Argumento
En una fiesta de la ciudad de Lima, una pareja de enamorados llamados Alex (Guillermo Castañeda) y Laura (Stephanie Orúe) se encuentran bailando, cuando ambos desean tener relaciones sexuales, por lo cual se dirigen a la casa del chico. Al llegar, la chica se desilusiona al ver que el joven vivía en una casa pobre de un cerro de la ciudad y que su cuarto estaba sucio y desordenado. Por tales motivos, ella decide retirarse asustada de allí, poniéndole excusas, tales como que debía llegar temprano a su casa y que mañana era la prueba de trabajo de él, que ya luego de su evaluación del día siguiente podrían encontrarse, yéndose pese a las insistencias por parte de su enamorado. 
Al día siguiente, Alex se encuentra en su prueba de trabajo, la cual era para formar parte de la empresa Centauro como guachimán (que es un sinónimo de vigilante de seguridad en varios países de América Latina), donde el joven resulta estar en una desventaja física abismal comparada con sus compañeros también postulantes. A la hora de pasar a la oficina del supervisor (Sergio Paris), este menciona el nombre verdadero de Alex, el cual era Alejandrino Falopio Ccanto Huaranga. En esta entrevista personal, el supervisor se percata que Alex está viendo las fotos de los guachimanes destacados que estaban en el estante, indicándole que si quería estar ahí, debía ser una persona "honrada". Alex repite que él sí cumplía con esa virtud y al convencer al supervisor con sus declaraciones, decide darle el puesto de trabajo. Mientras se está alistando, Alex es llamado por su nombre Falopio por dos guachimanes más antiguos, Veneno (Emilram Cossío) y Sotomayor (Paul Ramírez), esto causa la burla del grupo de novatos, a lo que los dos guachimanes le indican que Alex saldría al encargo con ellos. 
En el camión, se encuentran los tres guachimanes, aunque Veneno y Sotomayor conversan por su propia cuenta, incluyendo a Alex en la conversación cuando Veneno le muestra las ofertas de damas de compañía que había en el periódico. Al momento de estacionarse, Veneno le indica a Alex que justo en ese paradero donde estaban, había un burdel chino donde la que daba el mejor servicio era una rusa. Entonces, los dos guachimanes le indican a Alex que se quede cuidando la mercancía que ellos llevarán al camión. Ya en casa de su enamorada, le comenta todo lo que hizo y lo feliz que se siente de trabajar como guachimán; sin embargo, ella no está tan alegre debido a que la situación económica de los dos como pareja no era muy estable. Así que, estando incómoda, decide pedirle un tiempo como pareja, antes de retirarse.   
A la mañana posterior, Alex se encuentra desanimado en el camión con sus compañeros, a lo cual Veneno de manera burlesca le pregunta las razones de que esté así, Alex responde que fue porque tuvo relaciones con su enamorada y está cansado, lo que causa más la burla de su compañero. Al llegar al paradero, sus dos compañeros le dicen nuevamente que cuide la mercancía que ellos traerán. Cuando vuelven, le indican que están trayendo bolsas naranjas y que cada una de ellas tiene ochenta mil dólares en su interior y que así estarán yendo y volviendo hasta traer lo solicitado. Al momento de que ellos se retiran a seguir con el encargo, Alex agarra una bolsa y recuerda todo lo que habló ayer con Laura, por lo cual decide huir robándosela. Cuando retornan sus compañeros, se dan cuenta la falta de la misma y empiezan a buscar al responsable, pero no lo encuentran, así que lo reportan.
En la comisaría, el policía Zavala (Diego Lombardi), le avisa al teniente Vidaurre (César Ritter) de que un guachimán ha robado ochenta mil dólares, por lo cual deciden salir en su búsqueda, mientras Alex huye en un ómnibus. Al llegar a la empresa Centauro, los policías piden sus datos, pero resulta que la información personal que había brindado Alex no era del todo correcta y que estaba incompleta, por lo cual Vidaurre infiere de que su plan de robo lo hizo en solitario y que el guachimán no tenía un plan certero de qué hacer con el dinero. Por su casa, antes de huir, Alex obsequia un poco de dinero a sus vecinos niños y le deja encargado su estatuilla de la Virgen de Cocharcas a su vecina (Humberta Trujillo) durante todo el tiempo que no estaría en su hogar, deseándole ella bendiciones. En la empresa Centauro, los dos policías se encontraban conversando sobre que no tenían datos de la dirección de vivienda del guachimán, pero que sabían del hogar de unos tíos de él y que eso podría ayudar, también que deberían investigar acerca de su información financiera en esos días. Desde otra parte, Alex llama a Laura por teléfono y le dice que irá a verla a su trabajo, pero ella se niega diciendo que necesitaba tiempo para pensar las cosas. Por otro lado, Vidaurre interroga a los dos guachimanes compañeros del prófugo para obtener información, pero ellos dos solo sabían que Alex practicaba el onanismo. Alex decide adquirir un vehículo y comprarse cosas nuevas. Cuando llega a la casa de Laura, descubre que ella ya tenía otro enamorado, discutiendo ambos, a lo que ella lo desprecia por su trabajo y él molesto le tira el collar que le había comprado antes de retirarse.
Luego de en el camino, sobornar a un policía (que lo iba a multar por hacer bulla y no tener brevete) y pedir ayuda a un joven de internet para poder obtener el número de una dama de compañía, Alex llega a la casa de la misma, la cual resulta también llamarse Laura (Shirley Arica) y presentándose él con el nombre de Richard y diciéndole que es un cambista. Con el pago ya hecho y habiendo tenido relaciones sexuales, ambos se ponen a ver televisión, donde en las noticias informaban que un guachimán había robado ochenta mil dólares y que en las entrevistas que hacían en la calle, sus vecinos y el resto de la gente lo quería, pero justo cambiando Alex de canal en el momento que saldría la foto del prófugo. Debido a sus nervios, prefiere irse del lugar, despidiéndose de ella y entregándole algo más de dinero en agradecimiento. Los policías llegan a ubicar la casa de Alex, pero ninguno de los vecinos declaraba información relevante, por lo cual deciden retirarse, deduciendo que ahora malgastaría su dinero. Mientras está manejando en su auto, el guachimán escucha por radio que las fronteras de la ciudad de Lima estaban cerradas para poder capturar al guachimán en caso de huida de la ciudad. Por ello, Alex se dirige a un hotel lujoso, donde alquila una suite y en su habitación, se pone a conversar con el botones acerca de cómo poder traer una chica a su cuarto, a lo que él le sugiere el número de un burdel que atendía a domicilio y recomendándole una dama de compañía llamada Sol. Terminando de acomodar su cuarto y llamar al establecimiento, llega Sol (Anahí de Cárdenas) a su habitación y cobrándole un precio altísimo por sus servicios. Luego de tener relaciones sexuales, ella le pregunta por su trabajo, a lo cual él miente diciendo que era supervisor de una empresa de guachimanes, a lo que ella minimiza el trabajo de estos últimos, por considerarlo un oficio cualquiera y le comenta acerca del guachimán que robó ese día. Él le pide que venga mañana a ofrecerle sus servicios, a lo que Sol le pide un adelanto.
Por la mañana, Alex mira las noticias y se da cuenta de que Vidaurre declaraba que ya tenían cerca de su paradero al prófugo y que habían investigado los lugares donde había asistido. Al llegar Sol, ella le pide que lo lleve a comer para despedirse bien de Lima (ya que el guachimán le había comentado que se iría a Piura). Luego de almorzar, ella cancela las cita que tenía con su enamorado para estar con Alex. Ya con él, le pide que le compre ropa, para luego asistir al casino a apostar y después de perder gran parte de su dinero allí, van a una discoteca y al tiempo de haber bailado, ambos toman una bebida especial que Sol le pide al barman (Jacobo Eskenazi). Llegando a su habitación y estando Alex en estado etílico, Sol le pregunta por su verdadera identidad, a lo que confiesa que él es el guachimán prófugo. Sol sigue aprovechando de su ebriedad, esta vez para preguntarle por el dinero y la caja fuerte, llegando a sustraer la tarjeta que la abriría antes de que él se quedé dormido, aprovechando para llamar a su enamorado "El Gordo" (José Luis Coello).
Al despertar, Alex se da cuenta del robo. De repente, la policía llama desde afuera del hotel diciendo que entrarían a capturarlo. Todos los guardias entran, pero el guachimán lega a esconderse y huir en su auto, poniéndose a pensar en la tontería que hizo al aceptar todo ello de Sol. El guachimán se detiene en el trabajo de Laura y le dice que se escape con él a Piura, que hizo su robo debido a que quería una mejor situación económica para ambos. Ella se niega rotundamente y le dice que no estaría con un delincuente, diciéndole que eso también declaró a la policía, entendiendo Alex que fue ella quien lo delató a las autoridades. Debido a eso, se ponen a discutir, Laura empieza a gritarle, lo que causa más fastidio de Alex, quien termina gritándole e insultándole con que ella era una convenida (ya que llevaba el collar costoso que él le había regalado, pese a que no sean enamorados) y retirándose diciéndole palabras fuertes. Alex se dirige al burdel chino del que alguna vez Veneno le comentó y al llegar, alquila los servicios de La Rusa (Génesis Tapia). En el momento que iban a tener relaciones, la policía entra al local y captura al guachimán. 
En la comisaría, los policías Vidaurre y Zavala lo interrogan y le consultan alrededor de sus gastos, dándose cuenta de que faltaban cincuenta y siete mil dólares, a lo que Alex culpa a Sol, pero ellos le comentan que al capturar a la dama de compañía, solo descubrieron que ella había hurtado diecisiete mil dólares. Al mostrarle ellos a Sol capturada, él la culpa  nuevamente de todo, pero los policías le repiten el monto que le encontraron a la meretriz, faltando cuarenta mil dólares. Luego de golpearlo, los policías dejan personalmente a Alex con su supervisor, Veneno y el abogado Quiroga. Luego de que Veneno lo golpea por orden del supervisor, le preguntan por el dinero restante, prometiendo que si él dice dónde está el monto, no se lo denunciaría por robo y solo se lo despediría del trabajo, sin necesidad de ir a la cárcel. Alex les confiesa que el policía Vidaurre fue quien robó la cantidad restante, pero el supervisor le dice que no intente tomarles el pelo. El guachimán responde que no busca que le crean, porque igual irá a la cárcel y que solo está confesando la verdad. Entonces, especifica que Vidaurre fue el que lo hizo aprovechándose del estado en el que se encontraba Alex, haciéndole prometer a la fuerza que no confesaría nada y que pese a la pena de cárcel que afrontaría, estaba dispuesto a aceptarlo y luego salir rehaciendo su vida. El supervisor llama a los dos policías y luego de preguntarles por el dinero, todos los que estaban en la sala discuten y se pelean. Por otra parte, Alex recuerda el momento cuando llegó a su casa después del robo, donde guardó cuarenta mil dólares (que al final era el dinero que no se encontró) dentro de la estatuilla de la virgen que encargó a su vecina. Regresando a la normalidad, Alex se ríe al ver cómo continúa la disputa, guiñando un ojo a la cámara y haciendo una seña de guardar silencio.

## Elenco
- Guillermo Castañeda como Alejandrino Falopio Ccanto Huaranga / Alex / El guachimán.
- Stephanie Orúe como Laura, ex-enamorada de Alex.
- Anahí de Cárdenas como Sol, dama de compañía.
- César Ritter como Vidaurre, teniente policía.
- Emilram Cossío como Veneno, compañero guachimán de Alex.
- Paul Ramírez como Sotomayor, compañero guachimán de Alex.
- Diego Lombardi como Zavala, policía.
- Sergio Paris como Supervisor de la empresa de guachimanes Centauro.
- Shirley Arica como Laura, dama de compañía.
- Génesis Tapia como La Rusa, dama de compañía.
- Humberta Trujillo como Vecina de Alex.
- Francisco Salas como Doctor Quiroga, abogado de Alex.
- Jacobo Eskenazi como Juaco, barman de discoteca.
- José Luis Coello como El Gordo, enamorado de Sol.

## Banda sonora
- "Guachimán" - La Sarita
- "El tramposo" - La Sarita
- "Más poder" - La Sarita
- "Eres VIP" - La Sarita
- "Nos quieren gobernar" - La Sarita
- "El juicio final" - La Sarita
- "Na K Ver" - Turbopótamos
- "2012" - Turbopótamos
- "Bim Bum Bam" - Hermanos Yaipén
- "No juegues con el diablo" - Bareto
- "Un shipibo en España" - Bareto